# Dangel (herb szlachecki)

Herb Dangel

Dangel (Globus) – polski herb szlachecki z nobilitacji.

## Opis herbu
Opis zgodnie z klasycznymi regułami blazonowania:
W polu zielonym globus srebrny pionowymi liniami jakby południkami poprzecinany; u góry i u dołu rozety w kształcie liści w połowie widoczne. Nad hełmem w koronie trzy pióra strusie. Labry: zielone, podbite srebrem.

## Najwcześniejsze wzmianki
Nadany Dangelowi, fabrykantowi warszawskiemu, z rodziny włoskiej. Potwierdzony 17 czerwca 1798 przez Fryderyka Wilhelma III Pruskiego.

## Herbowni
Jedna rodzina herbownych (herb własny):
Dangel.